# PFM-1

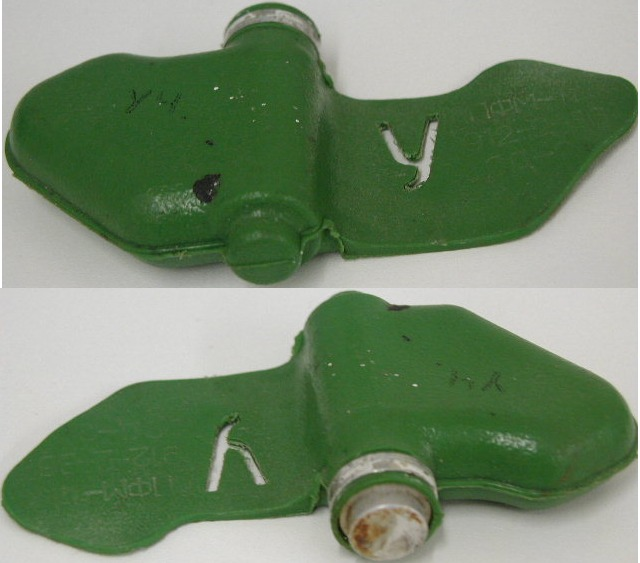
Mina PFM-1 (wersja szkolna,, stąd oznaczenie „у”)

PFM-1 (ros. ПФМ-1, противопехотная фугасная мина – kasetowa mina przeciwpiechotna, według nazewnictwa NATO – Blue parrot, czasami nazywana także miną motylkową – ang. butterfly mine) to mina lądowa produkcji radzieckiej, przypominająca stosowaną przez Armię Stanów Zjednoczonych minę lądową BLU-43. Obie miny są bardzo podobne kształtem i zasadą funkcjonowania, jednakże stosuje się w nich inne typy materiałów wybuchowych.

## Budowa i działanie
Mina jest plastikowym asymetrycznym pojemnikiem wykonanym z polietylenu o niskiej gęstości, zawierającym porcję płynnego materiału wybuchowego. W jego centrum znajduje się wykonany z aluminium walcowaty detonator. Mina jest przechowywana wraz z zawleczką zabezpieczającą tłok detonujący – po jej usunięciu dochodzi do stopniowego przemieszczania się tłoka wskutek nacisku sprężynującego wypychacza hydraulicznego w następstwie czego dochodzi do kontaktu z właściwym detonatorem i uzbrojenia miny. Proces ten zajmuje od 1 do 40 minut, umożliwiając w tym czasie odpowiednie rozmieszczenie min lub zrzucenie ich z powietrza.
Deformacja polietylenowego płaszcza miny (wskutek np. nadepnięcia przez żołnierza) powoduje gwałtowne uderzenie tłoka w detonator i natychmiastową detonację. Skutki eksplozji zwykle nie są śmiertelne u dorosłych ludzi, powodując zazwyczaj amputację kończyn dolnych. Jednak w przypadku małych dzieci obrażenia często bywają śmiertelne.
Mina produkowana jest w różnych kolorach, głównie zielonym oraz brązowym, także niebieskim, czerwonym, czarnym oraz białym. Istnieje wersja miny o symbolu PFM-1S ulegająca autodestrukcji po określonym czasie, zwykle jest to 1 do 40 godzin (80% tego typu min ulega samozniszczeniu przed upływem 40 godzin). Oba typy min nie mogą być w żaden sposób rozbrojone po ich uzbrojeniu.

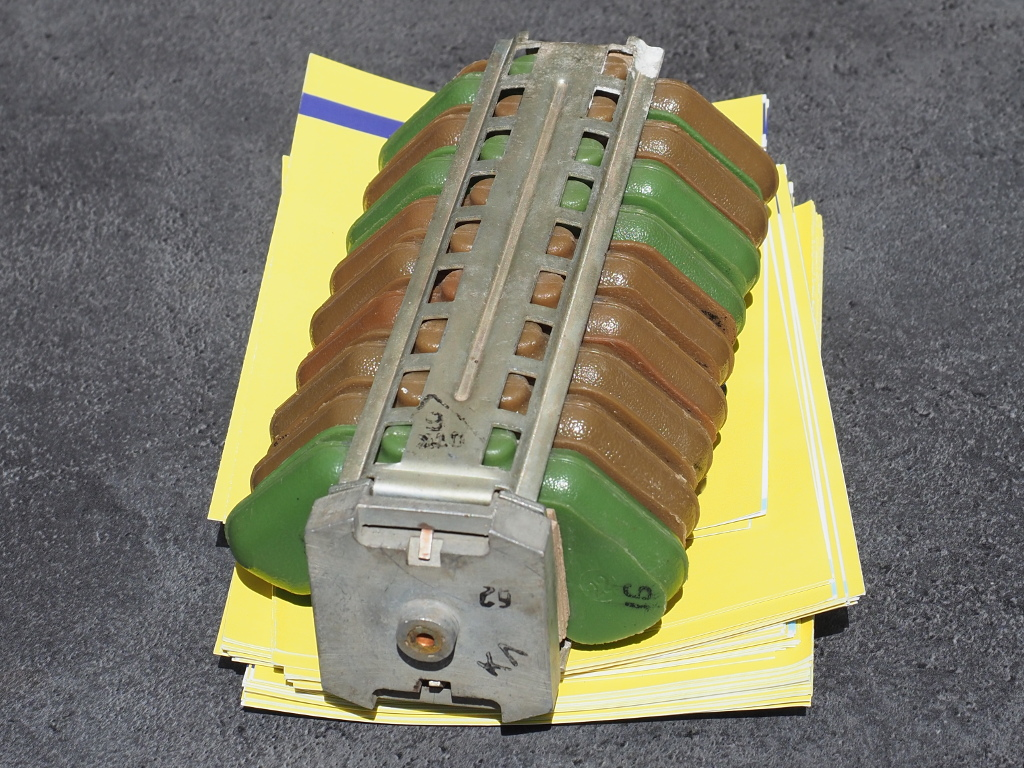
18 min PFM-1 w podajniku kasetowym

Rozmieszczenie min może nastąpić zarówno z powietrza (z użyciem helikopterów lub samolotów) jak i przez piechotę, w tym ostatnim przypadku z reguły w okręgach o średnicy ok. 15 metrów. W przypadku rozrzucania np. z helikoptera używa się specjalnego podajnika kasetowego KSF-1S, o pojemności 64 min jednocześnie odbezpieczanych z użyciem elektrycznego systemu sterowania podajnikiem EKV-30M.

## Zastosowania militarne

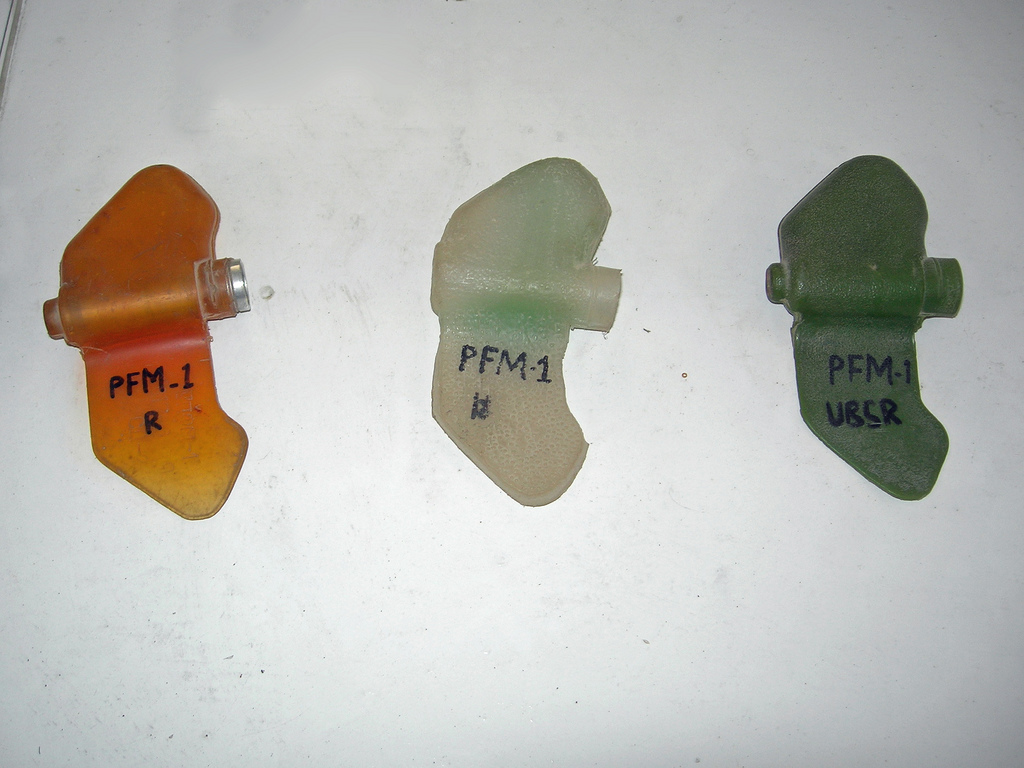
Różne warianty PFM-1 w muzeum min OMAR w Kabulu

PFM-1 była używana przez wojska Związku Socjalistycznych Republik Radzieckich zwłaszcza w czasie wojny w Afganistanie w latach 1979–1989, głównie w celu powstrzymania partyzantów przed używaniem określonych dróg i przenikania na zastrzeżone obszary. W latach 90. wojska rosyjskie stosowały ją także w kaukaskich konfliktach w Armenii, Azerbejdżanie i Czeczenii. Odnotowano także stosowanie tych min w konfliktach w Iraku i Somalii. W latach 2014–2015 min używali prorosyjscy separatyści w trakcie wojny w Donbasie. Wg oficjalnych źródeł ukraińskich miny motylkowe były stosowane przez Rosjan także podczas inwazji Rosji na Ukrainę w 2022 roku. Ukraińska armia również korzystała z PFM-1 ostrzeliwując nimi Izium. 27 lipca 2022 tysiące tego typu bomb zostało rozrzuconych w mieście Donieck, zajętym przez siły rosyjskie. 
Ofiarami tej broni padali jednak często cywile. Jednym z nieoczekiwanych efektów militarnego zastosowania PFM-1 była duża liczba ofiar wśród dzieci. Z powodu niezwykłego kształtu, przypominającego motylka, oraz atrakcyjnych kolorów mina była nader często mylona przez dzieci z zabawką. Zbieranie min przez nieświadome zagrożenia dzieci i zabawa nimi powodowały zniekształcenie polietylenowej powłoki i eksplozję. W przypadku miny w wersji samoniszczącej się po pewnym czasie (PFM-1S), eksplozja następowała nieoczekiwanie, np. podczas snu, powodując u dzieci poważne obrażenia ciała i często natychmiastową śmierć.
Głównie z tego powodu mina PFM-1 stała się głównym celem Międzynarodowej Kampanii na Rzecz Zakazu Min Przeciwpiechotnych. Kampania nie przyniosła zamierzonych rezultatów ponieważ Rosja nie podpisała w 1997 roku traktatu ottawskiego, zakazującego stosowania lądowych min przeciwpiechotnych, i nadal posiada miny PFM-1 na wyposażeniu swojej armii. Traktatu nie podpisały również USA (produkujące niemalże identyczną minę BLU-43) oraz Chińska Republika Ludowa.

## Użytkownicy
Dawni
- ZSRR
- Białoruś - w 2017 Unia Europejska sfinansowała utylizację białoruskich zapasów min PFM-1[4].

Obecni
- Rosja - Siły Zbrojne FR posiadają dużą liczbę min, których nośnikiem jest pocisk z wyrzutni BM-27 Uragan (stan na 2011)[5]. Produkcji zaprzestano w 1997[6]
- Ukraina - Ukraina jako strona traktatu ottawskiego zobowiązała się do utylizacji i nieużywania posiadanych przez siebie min PFM-1. W latach 1999–2020 udało się jej zniszczyć ponad 3,4 mln sztuk. W magazynach wciąż jednak znajduje się 3,3 mln min (stan na 2021)[1].